# مونته ویدون کمباته
مونته ویدون کُمباته (به ایتالیایی: Monte Vidon Combatte) یک کومونه در ایتالیا است که در استان فرمو واقع شده‌است. مونته ویدون کمباته ۱۰٫۹ کیلومتر مربع مساحت و ۵۱۲ نفر جمعیت دارد.